# Волланд (Теннессі)
Волланд (англ. Walland) — переписна місцевість (CDP) в США, в окрузі Блаунт штату Теннессі. Населення — 281 особа (2020).

## Географія
Волланд розташований за координатами 35°43′55″ пн. ш. 83°48′25″ зх. д. / 35.73194° пн. ш. 83.80694° зх. д. (35.732046, -83.806814).  За даними Бюро перепису населення США в 2010 році переписна місцевість мала площу 3,95 км², уся площа — суходіл.

## Демографія
Згідно з переписом 2010 року, у переписній місцевості мешкало 259 осіб у 116 домогосподарствах у складі 83 родин. Густота населення становила 66 осіб/км².  Було 133 помешкання (34/км²).
Расовий склад населення:
| - 98,8 % — білих - 0,8 % — корінних американців - 0,4 % — азіатів |

До двох чи більше рас належало 0,0 %. Частка іспаномовних становила 3,5 % від усіх жителів.
За віковим діапазоном населення розподілялося таким чином: 16,6 % — особи молодші 18 років, 59,1 % — особи у віці 18—64 років, 24,3 % — особи у віці 65 років та старші. Медіана віку мешканця становила 51,4 року. На 100 осіб жіночої статі у переписній місцевості припадало 107,2 чоловіків;  на 100 жінок у віці від 18 років та старших — 100,0 чоловіків також старших 18 років.
Середній дохід на одне домашнє господарство  становив 69 750 доларів США (медіана — 47 500), а середній дохід на одну сім'ю — 62 499 доларів (медіана — 44 438). За межею бідності перебувало 7,5 % осіб, у тому числі 0,0 % дітей у віці до 18 років та 16,3 % осіб у віці 65 років та старших.
Цивільне працевлаштоване населення становило 120 осіб. Основні галузі зайнятості: освіта, охорона здоров'я та соціальна допомога — 26,7 %, будівництво — 16,7 %, виробництво — 13,3 %.